# Tille Trader 3300
Der Tille Trader 3300 ist ein Küstenmotorschiffstyp der niederländischen Werft Tille Scheepsbouw in Kootstertille. Von dem Schiffstyp wurden Anfang des 21. Jahrhunderts mehrere Einheiten für europäische Reedereien gebaut.

## Geschichte
Von dem Schiffstyp wurden Ende 1999 zunächst je zwei Einheiten von den niederländischen Reedereien Navigia Shipping in Groningen und JR Shipping in Harlingen bestellt. Ende 2000 bestellte die britische Reederei Scotline Marine zwei Einheiten des Schiffstyps mit der Option auf zwei weitere Schiffe. JR Shipping bestellte ein weiteres Schiff, das zur Erhöhung der Anzahl der an Deck zu ladenden Container mit einem höheren Deckshaus als die vorhergegangenen Bauten ausgerüstet wurde.

## Beschreibung
Die Schiffe wurden mit teilweise abweichenden Ausstattungen gebaut. Sie werden von einem Viertakt-Sechszylinder-Dieselmotor des Herstellers Wärtsilä (Typ: 6L26) mit 1950 kW Leistung angetrieben. Der Motor wirkt über ein Untersetzungsgetriebe auf einen Verstellpropeller. Die Schiffe sind mit einem von einem Elektromotor mit 205 kW Leistung angetriebenen Bugstrahlruder ausgerüstet. Für die Stromversorgung an Bord stehen ein von der Hauptmaschine angetriebener Stamford-Wellengenerator mit 300 kW Leistung sowie ein von einem Sisu-Valmet-Dieselmotor (Typ: 612DSBG) mit 134 kW Leistung angetriebener Stamford-Generator mit 125 kVA Scheinleistung zur Verfügung. Als Notgenerator dient ein Stamford-Generator mit 80 kVA Scheinleistung, der von einem Sisu-Valmet-Dieselmotor (Typ: 420DSG) mit 70 kW Leistung angetrieben wird. Bei den später gebauten Einheiten kamen teilweise Cummins-Dieselmotoren für den Antrieb der Generatoren zum Einsatz.
Der Laderaum der Schiffe ist 61,88 m lang, 10,80 m breit und 7,93 m hoch. Die Höhe des Lukensülls beträgt 2,65 m. Der Laderaum ist größtenteils boxenförmig, lediglich im vorderen Bereich verjüngt er sich etwas. Zur Unterteilung des Laderaums sind die Schiffe mit zwei zweiteiligen Schotten ausgestattet, die an acht Positionen errichtet werden können. Der Laderaum der Schiffe ist mit zehn Stapellukendeckeln verschlossen. Die Lukendeckel können mithilfe eines Lukenwagens bewegt werden. Die Tankdecke kann mit 15 t/m², die Lukendeckel mit 1,6 t/m² belastet werden.
Die Containerkapazität der Schiffe beträgt 126 TEU. Im Laderaum können zehn 20-Fuß-Container hintereinander in drei Lagen übereinander und bis zu vier Container nebeneinander, an Deck sechs 20-Fuß-Container hintereinander in einer Lage und vier Containern nebeneinander geladen werden. Die Container an Deck können unter Berücksichtigung des Sichtstrahls nur auf der hinteren Hälfte der Lukendeckel geladen werden. Im Raum finden insgesamt 102 TEU, an Deck 24 TEU Platz. Das Maximalgewichte der einzelnen Stapel im Raum beträgt 81 t bei 20-Fuß-Containern bzw. 92 t bei 40-Fuß-Containern. Die Containerkapazität des als Eclipse gebauten Schiffes beträgt 197 TEU. Hier finden 99 TEU im Raum und 98 TEU an Deck Platz.
Zum Unterqueren von Brücken können die Masten geklappt werden. Die Rümpfe der Schiffe sind eisverstärkt (Eisklasse 1D). Der Schiffsrumpf basiert auf dem Entwurf des Conofeeders 200.
Die Schiffe sind in ihrer Ursprungsversion mit sieben Kabinen ausgestattet. Die Besatzungsstärke beträgt üblicherweise sechs Personen.

## Untergang derVerityim Oktober 2023

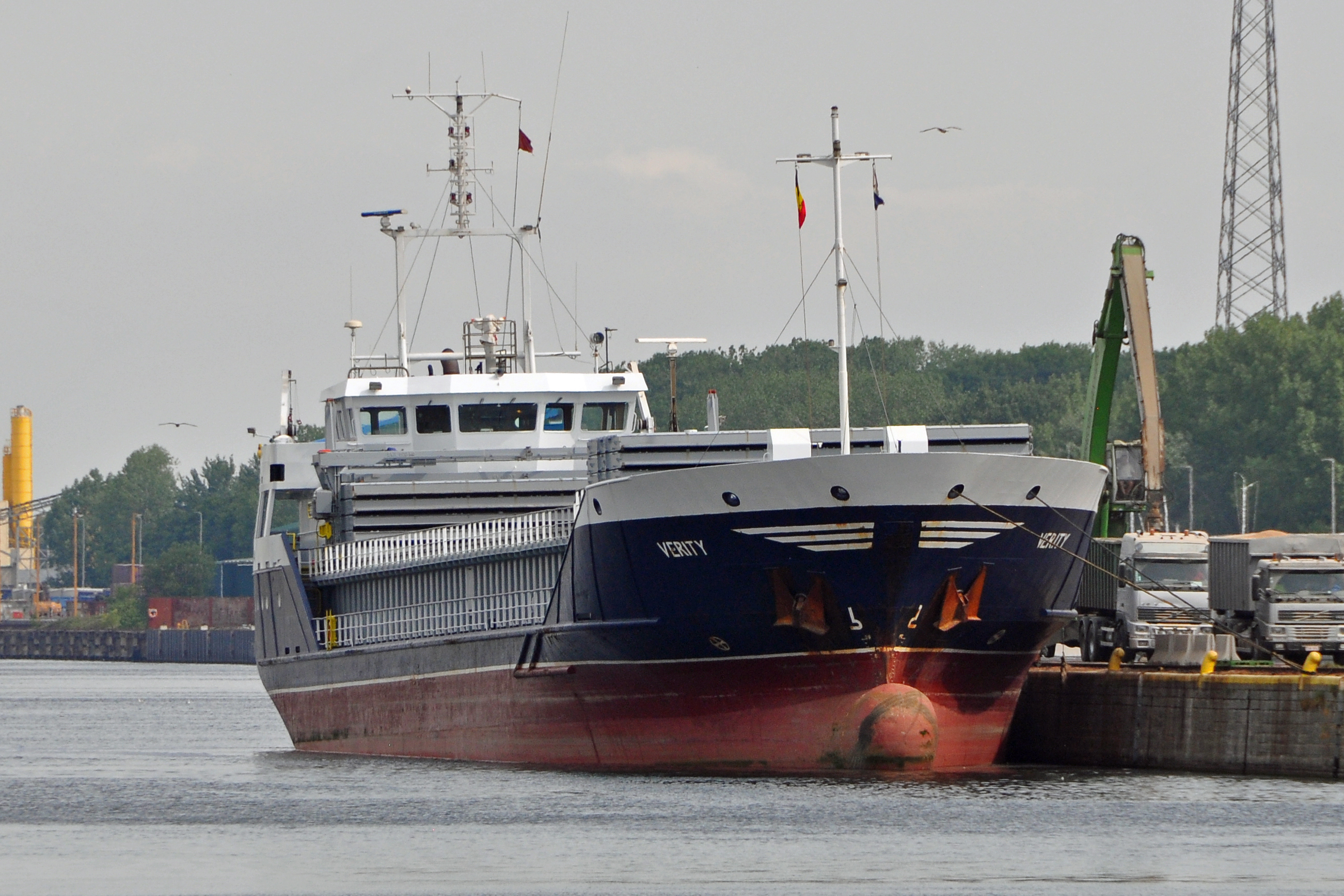
Die Verity im Hafen von Brügge, 2020

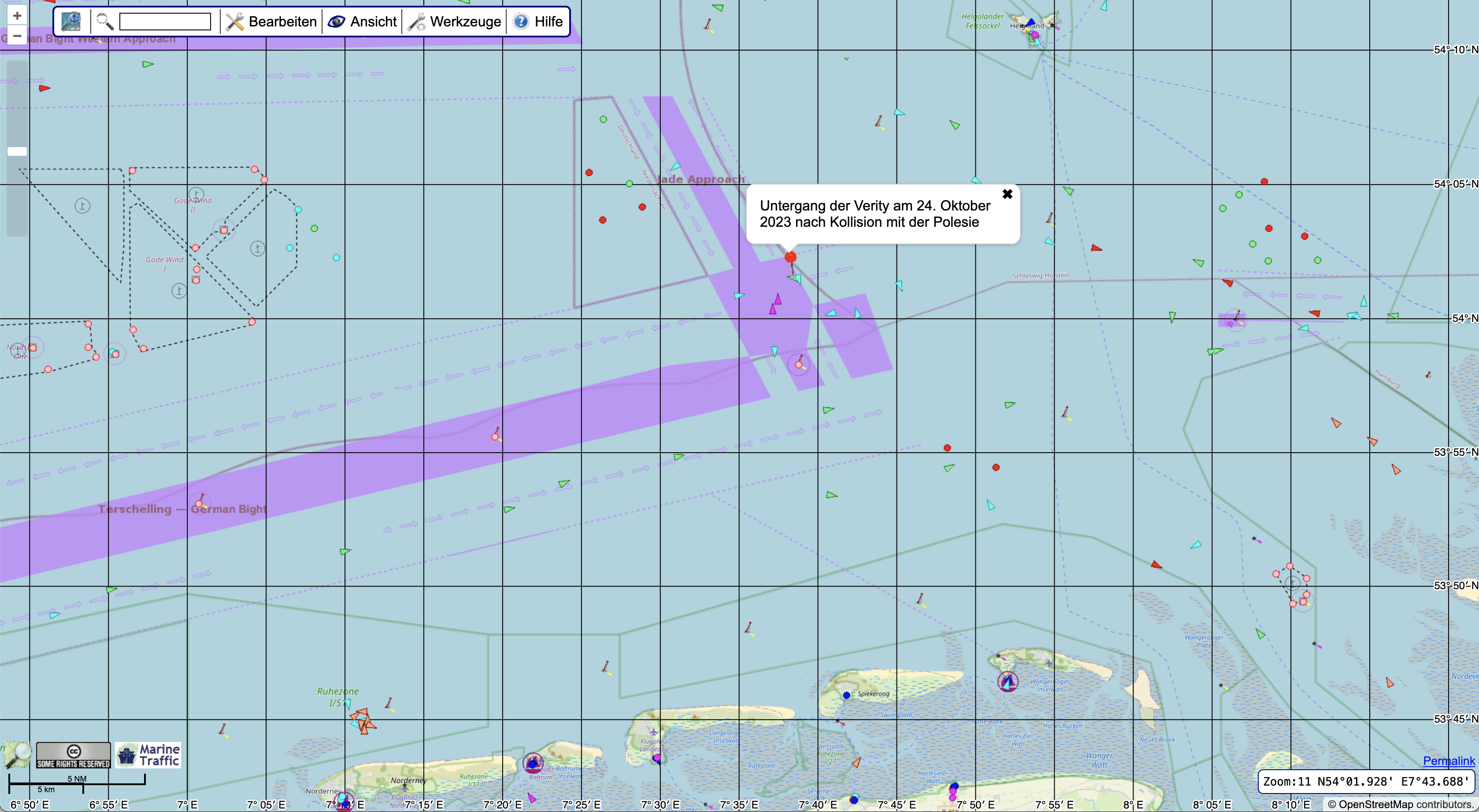
Letzte aufgezeichnete Position der Verity laut AIS-Daten (OpenSeaMap.org)

Am 24. Oktober 2023 kollidierte die Verity gegen 5 Uhr Ortszeit etwa 12 Seemeilen südwestlich von Helgoland bei rauer See mit dem weitaus größeren, 2009 erbauten Frachtschiff Polesie und sank innerhalb von 20 Minuten. Das mit Stahl beladene Schiff befand sich auf einer Fahrt von Bremen nach Immingham, die Polesie sollte von Hamburg nach A Coruña fahren. Zu Beginn der Rettungsaktionen wurden acht Personen als vermisst gemeldet. Die Polesie blieb schwimmfähig und beteiligte sich an der Suche nach Überlebenden. Bis zum Abend des 24. Oktober konnten zwei Besatzungsmitglieder gerettet werden, der Kapitän wurde tot geborgen. Bei der Vernehmung eines Überlebenden wurde festgestellt, dass nur sieben Personen an Bord waren (Kapitän, 1. Offizier, 2. Offizier, zwei Matrosen an Deck, ein Koch und ein Ingenieur).
An der Rettungsaktion waren neben Seenotrettungskreuzern und Hubschraubern andere Schiffe beteiligt, unter ihnen das Kreuzfahrtschiff Iona. Das Wrack der Verity lag in circa 37 Metern Tiefe. Taucher suchten dort seit dem Nachmittag des 24. Oktober nach Überlebenden, auch mit Wärmebildkameras und Nachtsichtgeräten. In der Nacht auf den 25. Oktober 2023 wurde die Suche eingestellt, nachdem es keine Überlebenschance für die Vermissten mehr gab.
Die gering beschädigte Polesie fuhr am frühen Morgen des 25. Oktober mit eigener Kraft nach Cuxhaven. Nach Abschluss der Ermittlungen setzte sie am 28. Oktober ihre Fahrt nach A Coruña fort.
Im November 2023 wurden die Masten der Verity gekappt und auf dem Meeresgrund abgelegt. Am 17. Mai 2024 wurde das niederländische Unternehmen Koole Contractors mit der Bergung des Wracks beauftragt. Die Bergungsarbeiten begannen Mitte Juni 2024. Das Heck wurde Ende August 2024 gehoben, wobei ein Toter gefunden wurde. Die Bergung des 50 Meter langen und 580 Tonnen schweren Bugs gelang Anfang September 2024, hierbei wurden weitere Leichenteile gefunden.
Damit haben zwei der sieben Personen die Havarie überlebt, drei wurden tot geborgen und zwei blieben dauerhaft vermisst und sind daher ebenfalls als tot zu betrachten.

## Schiffe
| Tille Trader 3300 | Tille Trader 3300 | Tille Trader 3300 | Tille Trader 3300 | Tille Trader 3300                  | Tille Trader 3300 |
| Bauname           | Baunummer         | IMO- Nummer       | Auftraggeber      | Stapellauf Ablieferung             | Umbenennungen und Verbleib                                                                                            |
| ----------------- | ----------------- | ----------------- | ----------------- | ---------------------------------- | --- |
| Esprit            | 333               | 9229166           | JR Shipping       | 2. Februar 2001 17. März 2001      | 2004: Union Mars, 2009: Fri Sea                                                                                       |
| Lingedijk         | 334               | 9224104           | Navigia Shipping  | 28. Juli 2000 14. Oktober 2000     | 2005: Flinterlinge, 2013: Velox, 2017: Fri River                                                                      |
| Hunzedijk         | 335               | 9224116           | Navigia Shipping  | November 2000 6. Januar 2001       | 2005: Flinterhunze, 2013: Vanguard, 2016: Rignator *)                                                                 |
| Estime            | 336               | 9229178           | JR Shipping       | 20. April 2001 9. Juni 2001        | 2004: Union Mercury, 2008: Verity, am 24. Oktober 2023 in der Deutschen Bucht nach Kollision mit der Polesie gesunken |
| Scot Mariner      | 339               | 9243916           | Scotline Marine   | 24. August 2001 28. September 2001 | |
| Scot Venture      | 340               | 9243928           | Scotline Marine   | 22. März 2002 26. April 2002       | |
| Eclipse           | 341               | 9243930           | JR Shipping       | 8. November 2001 15. Dezember 2001 | 2001: Somers Isles, 2006: Scot Isles, 2021: Scot Bay                                                                  |